# Olivia Williams
Olivia Haigh Williams (barri de Camden Town, Londres, Anglaterra, 26 de juliol de 1968) és una actriu anglesa.

## Biografia

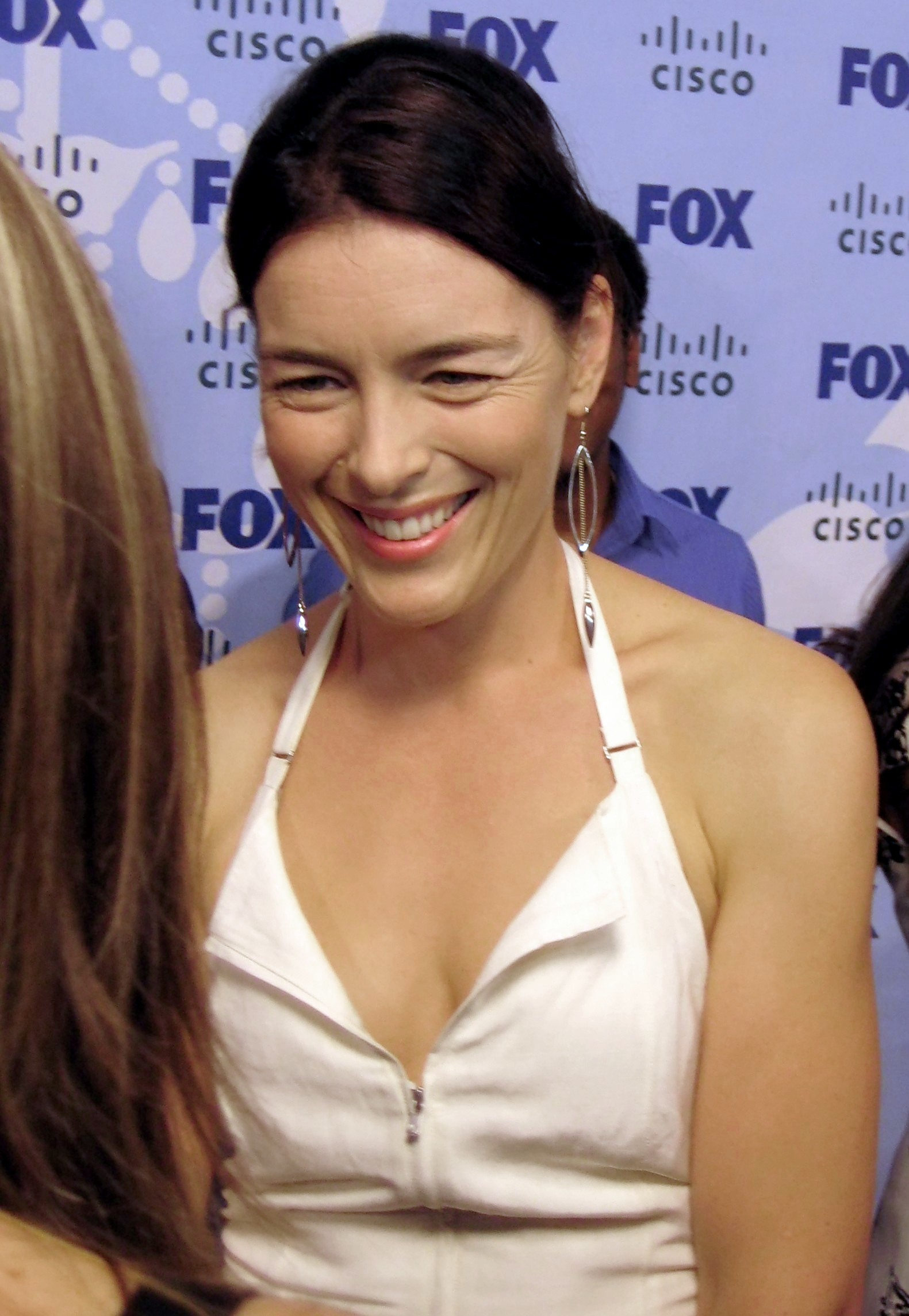
Olivia Williams

Va diplomar-se en literatura anglesa al Newnham College de la universitat de Cambridge, abans d'efectuar estudis teatrals. Va passar tres anys a la Royal Shakespeare Company, on sobretot va fer Richard III.
Continuant a l'escenari, es consagra però majoritàriament al cinema. Ha actuat a Rushmore, el segon film de Wes Anderson, també a The Sixth Sense de M. Night Shyamalan, a The Body, al costat d'Antonio Banderas, o més recentment a Una educació de Lone Scherfig i L'escriptor de Roman Polanski.

## Filmografia

### Cinema
- 1997: El missatger del futur (The Postman) de Kevin Costner: Abby
- 1998: Rushmore de Wes Anderson: Rosemary Cross
- 1999: The Sixth Sense de M. Night Shyamalan: Anna Crowe
- 2001: The Body de Jonas McCord: Sharon Golban
- 2001: Servei de companyia (The Man from Elysian Fields): Andrea
- 2001: A Knight's Tale de Brian Helgeland: Phillipa Chaucer
- 2001: Lucky Break de Peter Cattaneo: Annabel Sweep i Lady Hamilton
- 2002: Below de David Twohy: Clara Page
- 2003: To Kill a King de Mike Barker: Lady Anne Fairfax
- 2003: Peter Pan de P. J. Hogan: Mrs. Darling
- 2003: El meu cor (The Heart of Me) de Thaddeus O'Sullivan: Madeleine[4]
- 2005: Valiant de Gary Chapman: Victoria
- 2005: Tara Road de Gillies MacKinnon: Ria
- 2006: X-Men: The Last Stand de Brett Ratner: Dra. Moira MacTaggart
- 2008: Flashbacks of a Fool de Baillie Walsh: Grace Scott
- 2009: Una educació de Lone Scherfig: Miss Stubbs
- 2010: L'escriptor (The Ghost Writer) de Roman Polanski: Ruth Lang
- 2011: Hanna de Joe Wright: Rachel
- 2012: Anna Karenina de Joe Wright: la comtessa Vronskaya, mare de Vronsky
- 2012: Hyde Park s'Hudson de Roger Michell: Eleanor Roosevelt
- 2012: Now is Good
- 2013: Last Days on Mars de Ruairi Robinson: Kim Aldrich
- 2014: Sabotatge de David Ayer: Caroline Brentwood
- 2014: Maps to the Stars de David Cronenberg: Christina
- 2014: The Seventh Son de Serguei Bodrov: Mam Ward
- 2017: Victoria & Abdul de Stephen Frears: Jane Spencer

### Televisió

#### Sèries de televisió
- 1998: Friends: Felicity (temporada 4 episodi 24: El que es casa)
- 2007-2009: Dollhouse de Joss Whedon: Adelle DeWitt[5]
- 2014-2015: Manhattan: Liza Winter
- 2017-: The Halcyon: Priscilla, Lady Hamilton
- 2017: Counterpart: Emily Burton Silk

#### Telefilms
- 1996: Emma de Diarmuid Lawrence: Jane Fairfax
- 2000: Jason i els argonautes de Nick Willing: Hera
- 2004: Agatha Christie: A Life in Pictures de Richard Curson Smith: Agatha Christie
- 2006: Krakatoa: The Last Days de Sam Miller: Johanna Beijerinck
- 2008: Miss Austen Regrets de Jeremy Lovering: Jane Austen

## Teatre
- 1995: Richard III de William Shakespeare
- 2006: The Changeling de Thomas Middleton: Beatrice-Joanna

## Premis i nominacions

### Premis
- 2003: millor actriu als premis British Independent Film per a The Heart of Me.

### Nominacions
- 2002: millor actriu als premis Empire per a Lucky Break.
- 2010: millor Actriu Britànica secundària als premis London Film Critics Circle per a Una educació